# جنگل‌های مرطوب حاره‌ای کارولین
جنگل‌های مرطوب حاره‌ای کارولین (انگلیسی: Carolines tropical moist forests) بوم‌ناحیه‌ای از نوع جنگل‌های پهن‌برگ مرطوب حاره‌ای و جنب‌حاره‌ای در میکرونزی است. این بوم‌ناحیه جزایر کارولین مرکزی و شرقی در ایالات فدرال میکرونزی را در بر می‌گیرد.

## جغرافیا
بوم‌ناحیه جنگل‌های مرطوب حاره‌ای کارولین جزایر کارولین مرکزی و شرقی و بخش اعظم ایالات فدرال میکرونزی را در بر می‌گیرد. این بوم‌ناحیه هم جزایر آتشفشانی بلند و هم آب‌سنگ‌های حلقوی و همچنین جزایر مرجانی ماسه‌ای که به دور تالاب مرکزی حلقه زده است را شامل می‌شود.

## اقلیم
اقلیم این بوم‌ناحیه از نوع مرطوب و حاره‌ای با تغییرات اندک دما از فصلی به فصل دیگر است. بیشترین میزان بارندگی در انتهای شرقی بوم‌ناحیه است و مقدار بارندگی به سمت غرب کاهش یافته و فصلی‌تر می‌شود.